# ZK-383
El ZK-383 es un subfusil que fue desarrollado por los hermanos Koucký, que trabajaban en la fábrica de armas Zbrojovka Brno de Checoslovaquia. Fue producido a un ritmo lento a partir de 1938 y fue exportado a países latinomericanos como Bolivia y Venezuela.

## Historia
El ZK-383 fue exportado a muchos países europeos más pequeños desde el inicio de su producción en 1938. La producción del ZK-383 continuó en la Zbrojovka Brno durante la ocupación alemana en la Segunda Guerra Mundial. La mayoría de las armas producidas fueron suministradas al Waffen-SS. En la posguerra continuó siendo producido en pequeñas cantidades para ser exportado a los países europeos, con su producción cesando en 1948. El ZK-383 fue lentamente superado por subfusiles más pequeños y ligeros como el Skorpion vz. 61 y el Sa vz. 23. Bulgaria continuó empleándolo hasta la década de 1970.

## Diseño
El ZK-383 fue diseñado para ser un arma automática de escuadrón como la Bren británica o la DP-28 soviética, a pesar de que disparaba munición de pistola y no de fusil. Se convirtió en un subfusil semejante al MP18 alemán. Para ser un subfusil, el ZK-383 era un arma robusta y pesada que tenía suficiente poder de parada a pesar de su pequeño cartucho. Las versiones militares tenían cañones de cambio rápido, un bípode integrado y mecanismos de puntería tipo fusil, piezas consideradas poco usuales en los subfusiles de aquel entonces. La versión policial, denominada ZK-383-P, no tenía estas características, al igual que la versión de posguerra ZK-383-H.

## Características
El ZK-383 fue equipado con un cañón de cambio rápido. El mecanismo del retén del cañón estaba situado debajo del alza. Dispara a cerrojo abierto y cambiando el cerrojo por uno más ligero (como en la ametralladora MG 42), el tirador podía variar la cadencia de tiro entre 500 y 700 disparos por minuto. El cargador se insertaba por el lado izquierdo, como en el Sten británico. El seguro manual estaba situado delante del gatillo. El ZK-383 tenía dos modos de disparo: semiautomático y automático. La selección se efectuaba mediante la presión ejercida sobre el gatillo. La culata era de madera y algunas variantes tenían un bípode plegable. Estos subfusiles tenían un punto de mira cubierto y un alza tangencial que el tirador podía ajustar a una distancia máxima de 600 m.

## Variantes
- ZK-383: Variante de serie estándar.
- ZK-383P: Variante policial, sin bípode ni cañón de cambio rápido.[1]
- ZK-383H: El modelo de producción de posguerra, que tampoco tenía bípode y el cargador en vez de ir insertado desde la izquierda, se insertaba desde abajo. También era de 30 cartuchos.

## Usuarios
- Checoslovaquia[1]
- Alemania nazi[1]
- Bolivia[4]
- Brasil[1]
- Bulgaria[1]
- Eslovaquia[5]
- Venezuela[1]

### Entidades no estatales
- Partisanos yugoslavos[6][7]